# Hanneloreneiche

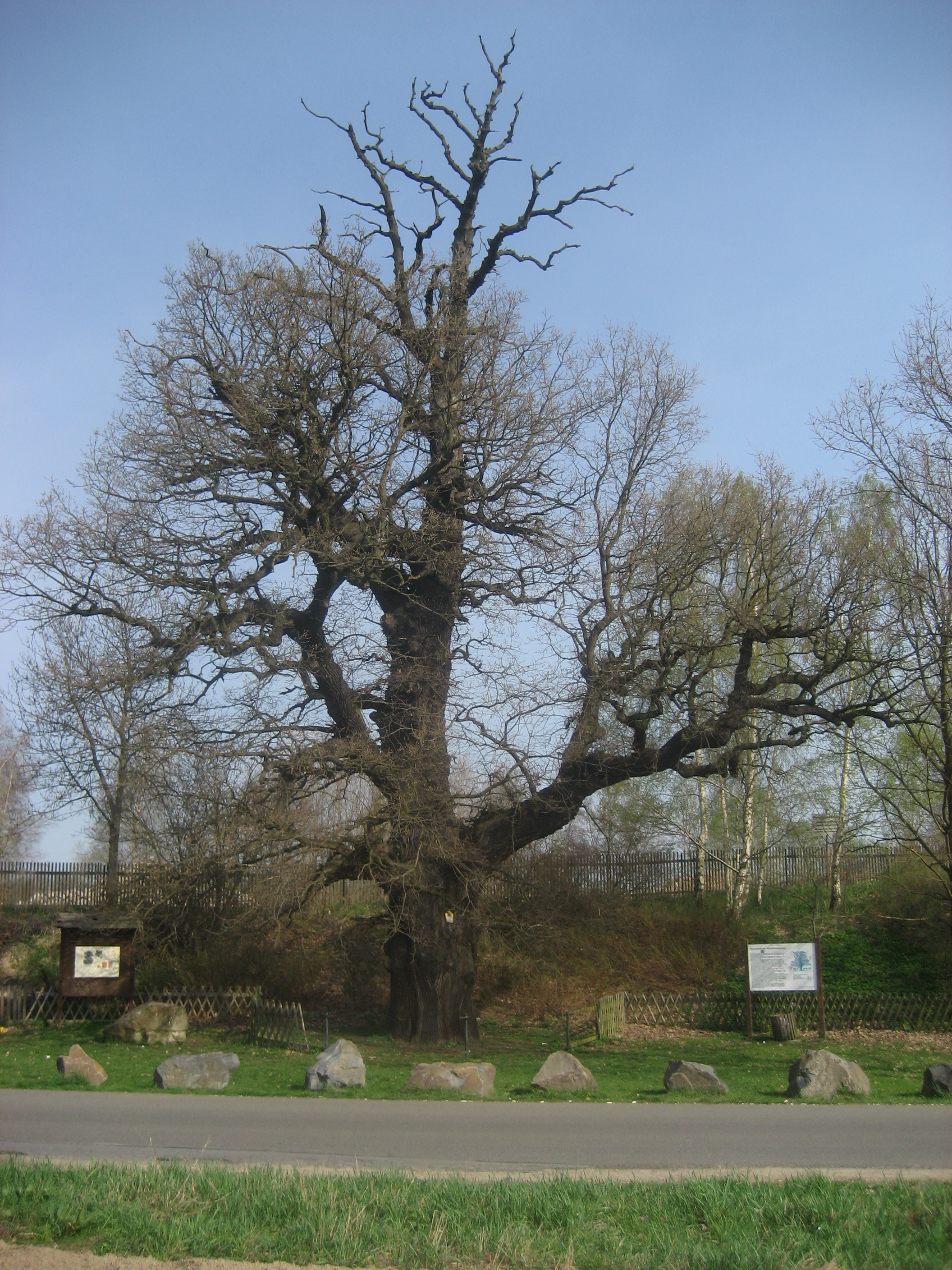
Die Hanneloreneiche im Frühling 2009

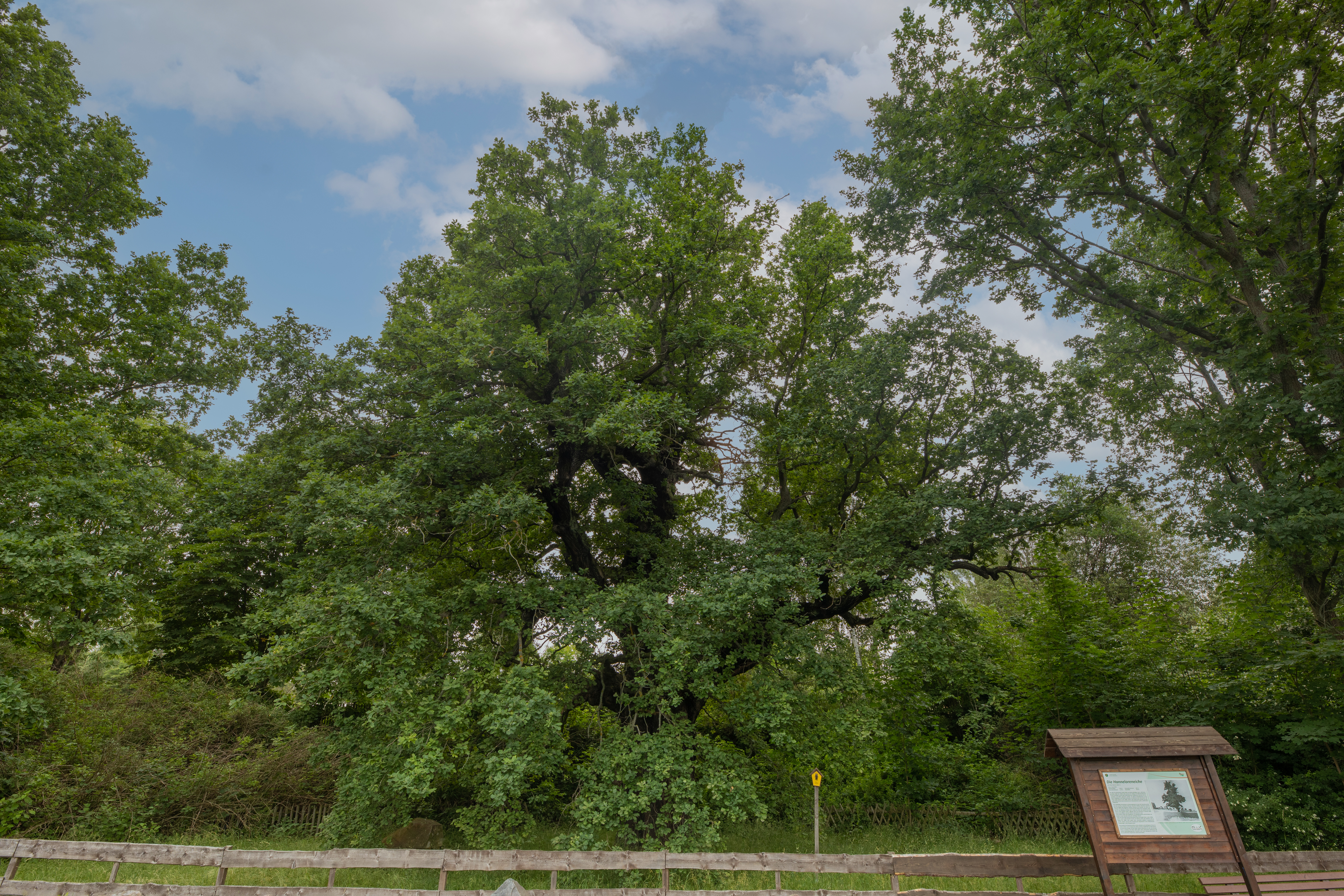
Die Hanneloreneiche im Juni 2021

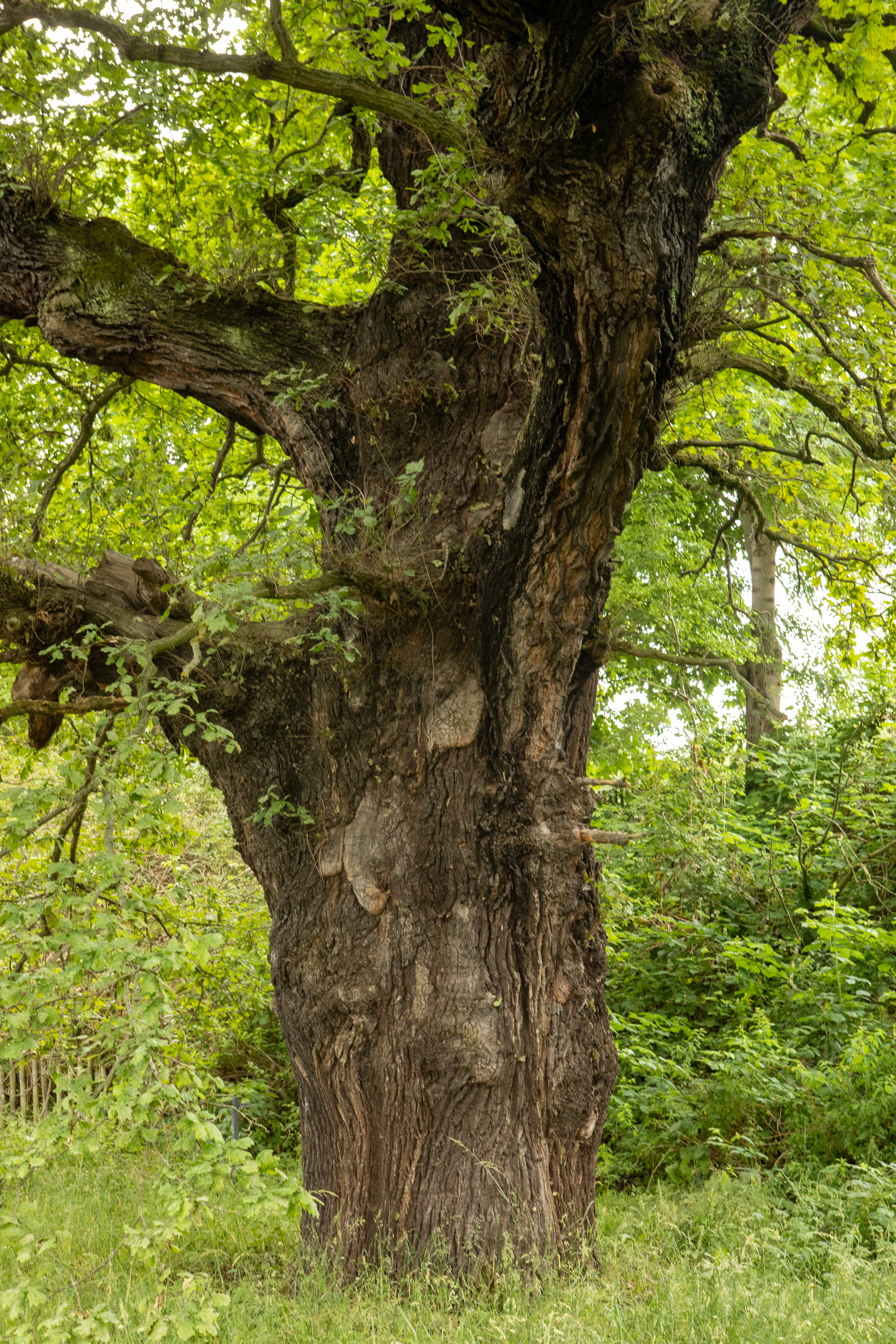
Die Hanneloreneiche im Juni 2021

Die Hanneloreneiche ist ein Naturdenkmal im Landkreis Zwickau. Sie steht im Limbach-Oberfrohnaer Stadtteil Limbach zwischen den Wohngebieten „Am Hohen Hain“ und „Am Oesterholz“. Sie gehört zu den Stieleichen und ist einer der ältesten Bäume Deutschlands.
Freie Bauern versammelten sich unter ihr, um in früheren Zeiten Rat und Gericht zu halten. Ihren Namen verdankt sie wahrscheinlich der Edelfrau Johanne Elenora von Einsiedel geb. von Nitzschwitz. Die Edelfrau lebte von 1732 bis 1742 auf dem Rittergut Limbach und betreute dort den Haushalt des Rittergutsherrn Antonius III. von Schönberg nach dem Tode seiner Gemahlin, ihrer Schwester.
Der Baum wuchs am westlichen Rand des Oesterholzes und die Nähe zum Wald bewirkte, dass sich seine Krone einseitig ausbildete. Der Wald wurde zu Beginn des 19. Jahrhunderts gerodet und der Baum freigestellt.
Das Alter des Baumes schätzt man auf 400 Jahre. Sein Stammumfang beträgt 5,24 Meter bei einem Stammdurchmesser von 1,67 Metern. Die Hanneloreneiche ist 23,70 Meter hoch. Der Durchmesser ihrer Krone beträgt ca. 18,60 Meter.
Im Jahre 1933 wird die Eiche als ein Baum beschrieben, dessen Wipfeltriebe nur noch kümmerlich ausgebildet seien, verbunden mit einsetzender „Kahlköpfigkeit“.
Daraus ergibt sich die Vermutung, dass die Wipfeltriebe bereits seinerzeit abzusterben begannen. Heute besteht die gesamte obere Wipfelzone aus Totholz. Neben ihrer Wipfeldürre zeigt die Hanneloreneiche auch in anderen Kronenteilen reichlich Trockenholz. Das trägt zweifellos zum charakteristischen Erscheinungsbild dieses Baumes bei.